# 筑摩 (重巡洋艦)
筑摩（ちくま）は、大日本帝国海軍の重巡洋艦。利根型重巡洋艦（二等巡洋艦利根型）の2番艦。
その艦名は、筑摩川（千曲川、信濃川の上流部）に因んで命名された。この名を持つ帝国海軍の艦船としては筑摩型防護巡洋艦1番艦筑摩に続いて2隻目。
筑摩は真珠湾攻撃やミッドウェー海戦など太平洋戦争の重要な戦闘に参加し、レイテ沖海戦で沈没した。艦内神社は筑摩神社である。艦名は海上自衛隊の護衛艦に継承された。

## 艦歴

### 太平洋戦争まで
利根型2隻（利根、筑摩）はいずれも三菱重工業長崎造船所にて建造された。当初は15.5cm三連装砲塔を搭載予定であった。軍縮条約脱退により20cm連装砲塔4基を前甲板に集中させた航空巡洋艦となったが、書類上は二等巡洋艦（軽巡洋艦）である。
筑摩は1935年（昭和10年）9月28日に命名。同日附で艦艇類別等級表に登録された。10月1日、筑摩は起工。
1938年（昭和13年）3月19日、進水。
5月20日、筑摩は就役し、利根と共に第六戦隊を編制した。横須賀鎮守府籍。7月下旬、第六戦隊は舞鶴港に初入港し、舞鶴に帰港するときは艦載機を栗田水上機基地に預けることになった。
11月15日、利根、筑摩で第八戦隊が編制された。
12月1日、利根と筑摩は舞鶴鎮守府に転籍した。舞鶴鎮守府には両艦より大きな艦艇が所属しておらず、両艦は舞鶴戦艦とも呼ばれた。
1940年（昭和15年）3月下旬より中国大陸沿岸での作戦に従事した。
10月11日、利根と筑摩は紀元二千六百年記念行事に伴う紀元二千六百年特別観艦式に参加した。筑摩は計画上は水上偵察機6機搭載可能だったが（筑摩での実験では三座水偵4機、複座水偵4機、計8機搭載）、搭乗員の不足と機数の不足から、水上偵察機4隻（二座2機、三座2機）に制限された。

### 太平洋戦争緒戦
太平洋戦争初期は第一航空艦隊（通称：南雲機動部隊）に属し、1941年（昭和16年）12月8日の真珠湾攻撃に参加。第一次攻撃隊に先駆けて筑摩から零式水上偵察機（福岡政治飛行兵曹長）が発進してオアフ島周辺を偵察、午前3時8分「敵艦隊真珠湾ニ在リ、真珠湾上空雲高1700米、雲量七、0308」「真珠湾在泊艦ハ戦艦10、甲巡1、乙巡1」「真珠湾上空、風向80度、風速14米」を発信した。日本への帰途中、ウェーク島第二次攻略戦に参加した。筑摩艦載機は偵察と対潜警戒を行い、1機が大破した。12月29日、日本本土の柱島泊地に帰投した。
1942年（昭和17年）1月10日、第二航空戦隊と共に日本を出撃し15日にトラック泊地に着いた。同月24日のアンボン空襲や2月19日のポートダーウィン空襲を支援した。3月1日、クリスマス島付近で米駆逐艦エドサルと遭遇し、戦艦比叡、戦艦霧島、利根と共に攻撃したが砲撃が命中せず、空母赤城・蒼龍から発進した九九式艦上爆撃機計17機が命中弾と至近弾を与えた後、ようやく撃沈した。約1時間半の砲戦で36cm砲弾297発、20cm砲弾844発を消費した。
同日、ジャワ島南南西200浬地点でオランダの貨物船メイモットヨート（モッドヨカード）と遭遇した。駆逐艦4隻（有明、夕暮、不知火、磯風）が砲撃したが、撃沈できなかった。筑摩は独断で空母赤城の左舷後方から砲撃し、20cm砲弾が赤城の直上を越えたため、南雲忠一長官が砲撃の中止命令を送ったが、砲撃が命中しメイモットヨートを撃沈した。
3月4日、ジャバ島南岸チラチャップに接近、オランダの商船エンガノ（1万5000t）を駆逐艦浦風と共に撃沈した。筑摩の砲弾は徹甲弾で、エンガノの船体に穴を開けたが沈没せず、最後は魚雷1本を使用した。
その後も筑摩は機動部隊と共に転戦した。4月、インド洋に進出し4月5-9日のセイロン沖海戦に参加、4月23日に舞鶴着。舞鶴海軍工廠で各部の修理を行う。5月16日、舞鶴出港。柱島泊地へ移動する。

### アメリカ軍機動部隊との戦い
1942年（昭和17年）5月27日、柱島泊地を出撃した。第八戦隊は第一航空艦隊司令長官南雲中将の指揮下、南雲機動部隊（第一航空戦隊《赤城、加賀》、第二航空戦隊《飛龍、蒼龍》、第三戦隊《榛名、霧島》、第八戦隊《利根、筑摩》、第十戦隊〔旗艦《長良》、第17駆逐隊《谷風、浦風、浜風、磯風》、第10駆逐隊《風雲、夕雲、巻雲、秋雲》〔秋雲は燃料補給部隊護衛〕、第4駆逐隊《嵐、野分、萩風、舞風》〕）としてミッドウェー海戦に参加する。
6月5日、南雲機動部隊からは計7機の偵察機が発進予定であった（筑摩水偵2機、利根水偵2機、榛名水偵1機、赤城艦攻1機、加賀艦攻1機）。筑摩1号機は午前1時35分に、筑摩4号機は午前1時38分に発進して機動部隊北北東方面を索敵、このうち筑摩1号機（機長：黒田信大尉/筑摩飛行長。旧姓都間。海兵66期）はアメリカ軍機動部隊の上空を通過したが、雲のため見逃している。またアメリカ艦載機と接触しながらこれを報告しなかったこともアメリカ艦隊発見の遅れに直結し、敗因の一つになったと言われる。午前5時30分、利根4号機がアメリカ軍機動部隊の存在を報告、午前6時38分に筑摩5号機が利根4号機と交代するため発進した。空母3隻（赤城、加賀、蒼龍）がアメリカ軍機動部隊から発進したSBDドーントレス急降下爆撃機の奇襲攻撃で被弾炎上すると、筑摩5号機は空母飛龍の攻撃隊を誘導。米空母ヨークタウンの撃破に貢献したが、5号機は帰投せず行方不明となった。
古村艦長は親交のあった柳本柳作・蒼龍艦長を気遣い、筑摩のカッターボートを蒼龍の救援に派遣した。
6月24日、第八戦隊は内地（大湊）に帰投。北方作戦を支援後した。
搭載水上偵察機が三座水偵に統一された。北方作戦支援を終えた第八戦隊は桂島泊地を経て、7月16日に舞鶴へ帰港。修理と整備を行った。8月6日、第八戦隊は舞鶴を出発。
８月、第二次ソロモン海戦に参加した。
10月22日、筑摩は駆逐艦照月と共に機動部隊から分離し南方で索敵を行うがアメリカ艦隊を発見できず、本隊と合流した。南太平洋海戦では前衛艦隊に所属し、機動部隊本隊の前方を進んだ。

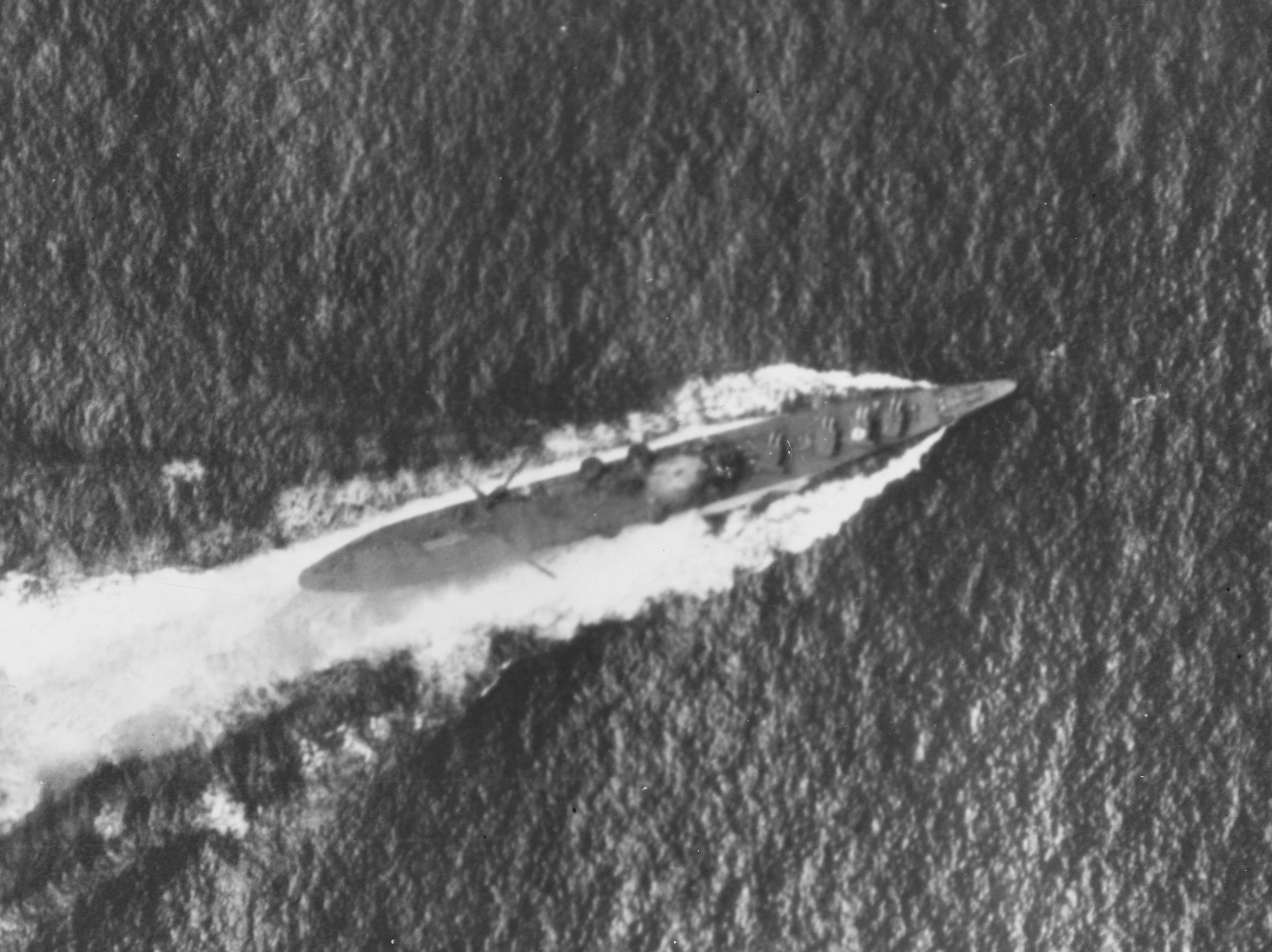
南太平洋海戦で作戦行動中の筑摩（1942年10月）

10月26日午前6時30分、第十一戦隊司令官阿部弘毅少将（旗艦比叡）を指揮官とする機動部隊前衛は、（戦艦《比叡、霧島》、重巡《筑摩、利根、鈴谷》、軽巡《長良》、駆逐艦《谷風、浦風、磯風、秋雲、風雲、巻雲、夕雲》）として行動。同隊は筑摩を先頭とした単縦陣となり、針路90度、速力30ノット、各艦距離1万3000mで東方に進撃していた。
午前7時にアメリカ軍偵察機が出現した。それ以降断続的に空襲を受け、午前7時26分以降、空母エンタープライズのSBDドーントレスの急降下爆撃により、艦橋左舷、主砲指揮所、艦橋右舷に爆弾が命中。至近弾により右舷缶室に浸水して右舷に傾斜、速力23ノットとなる。僚艦利根はスコールに隠されたためアメリカ軍機の攻撃を受けなかった。
古村艦長は午前7時47分に酸素魚雷を投棄させたが、3分後、魚雷発射管付近に直撃弾があり、戦闘不能になった。午前8時35分、原忠一第八戦隊司令官は第17駆逐隊（谷風、浦風）を護衛につけトラック回航を命令、3隻（筑摩、浦風、谷風）は午前9時20分頃に前衛艦隊と分離して退避した。
正午すぎ、B-17爆撃機数機の水平爆撃を受けるも、アメリカ軍が筑摩の速力を過大に見積もったため命中しなかった。29日午前、トラック泊地に到着。山本五十六連合艦隊司令長官が視察に訪れ、乗組員の労を労った。この海戦で乗組員937名の筑摩は副長・砲術長・主計長を含む162名（883名中151名。また戦死192名・重軽傷95名とも）の戦死者を出した。
この後、南太平洋海戦で筑摩と空母翔鶴、空母瑞鳳、重巡熊野は駆逐艦8隻（嵐、野分、秋月、秋雲、浦風、谷風、磯風、浜風）に護衛されて内地へ帰投、11月6-7日にそれぞれの母港へ到着した。
1943年（昭和18年）2月末に修理を完了し、利根に先駆けてレーダーを装備し下甲板舷窓を閉鎖する不沈対策を行った。同時期、僚艦利根も内地に戻り、呉や舞鶴で修理に従事する。
3月15日、第八戦隊司令官は原忠一中将から岸福治少将（第九戦隊司令官）に交代。
3月22日、空母2隻（隼鷹、飛鷹）、第八戦隊（利根、筑摩）、駆逐艦4隻（夕暮、陽炎、初月、涼月）は内地を出発、3月27日にトラックへ到着した。
5月17日、戦死した山本五十六連合艦隊司令長官の遺骨を載せた戦艦武蔵が内地に帰還することになり、利根と筑摩は武蔵、戦艦金剛、戦艦榛名、空母飛鷹、駆逐艦5隻（海風、有明、時雨、初月、涼月）と共にトラック泊地を出発した。5月22日、武蔵を除いて横須賀に帰着した。
25日、木更津沖に移動した。アッツ島の戦いにより北方作戦に備えたが、同島守備隊は5月29日に玉砕した。
7月、第八戦隊（「利根」、「筑摩」）と第十戦隊（「阿賀野」、駆逐艦5隻）、重巡洋艦「最上」、軽巡洋艦「大淀」、水上機母艦「日進」からなる第一部隊は陸軍南海第四守備隊の第一次進出部隊を輸送した。陸軍部隊を乗せた第一部隊は7月10日に空母「翔鶴」、「瑞鶴」などとともに内海西部を出発し、7月15日にトラックに到着。それからラバウルへ向かい、7月21日に着いた。その先の輸送は第十戦隊と「日進」により行われたが、その際「日進」が沈んでいる。その後、ラバウルに残された第四駆逐隊以外は7月26日にトラックに戻った。
11月1日、アメリカ軍がブーゲンビル島に上陸した（ブーゲンビル島の戦い）。トラック泊地の水上兵力主力は南東方面部隊（指揮官草鹿任一中将）に編入した。
11月3日午前7時45分、遊撃部隊指揮官（栗田健男中将）指揮下の重巡洋艦部隊（第四戦隊《愛宕、高雄、摩耶、鳥海》、第七戦隊《鈴谷、最上》、第八戦隊《筑摩》）、第二水雷戦隊（軽巡《能代》、第32駆逐隊《玉波、涼波、藤波、早波》）としてトラック泊地を出撃。
11月4日午前10時頃より、連合軍機による触接を受ける。タンカー日章丸がカビエン（ニューアイルランド島）北方で空襲を受け損傷したため、栗田中将は艦隊より2隻（鳥海、涼波）を日章丸救援に派遣した。夜、夜間攻撃を受けるが被害なし。

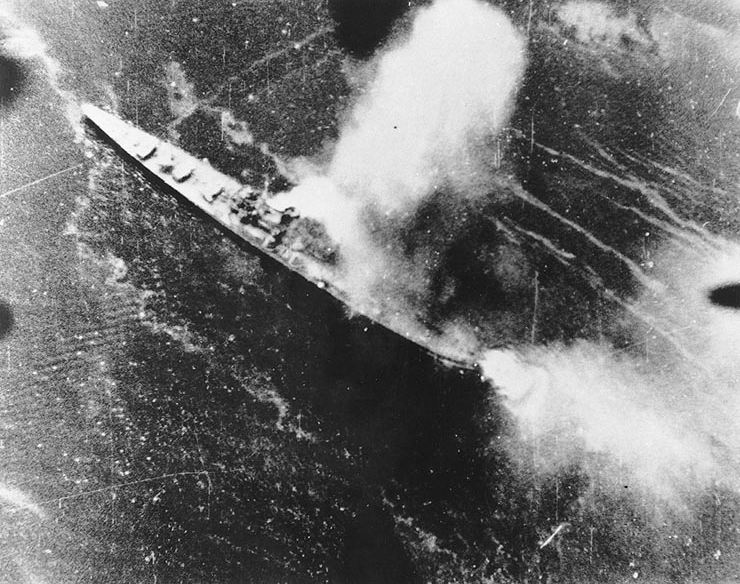
ラバウルで交戦中の筑摩（1943年11月）

11月5日朝6時、遊撃部隊はラバウル（ニューブリテン島）に到着。約2時間後の午前9時以降、米機動部隊による空襲を受け、筑摩は9時31分、右舷カタパルト付近に至近弾を受けた。軽傷3名、一番魚雷発射管が使用不能、若干の浸水という被害が発生したが、他の艦に比べて損害は軽かった。南東方面部隊は遊撃部隊のトラック泊地帰投を命令。11月7日以降、筑摩以下重巡部隊は漸次トラック泊地に帰投した。
その後、筑摩は僚艦と共に内南洋方面諸島を行動する。
12月7日、駆逐艦3隻（涼月、初月、谷風）に護衛された呉回航部隊（重巡《筑摩》、空母《瑞鶴》）はトラック泊地を出発（谷風は途中で反転）。12月12日、筑摩以下各艦は呉へ到着した。損傷の修理と並行して、利根で問題となったタービンの修理を行った。

### 昭和19年の行動
1944年（昭和19年）1月1日、第八戦隊は解隊し、利根、筑摩は最上型重巡洋艦と共に第七戦隊（司令官西村祥治中将）を編成した。2月6日、筑摩は空母翔鶴、空母瑞鶴、軽巡矢矧、駆逐艦5隻（初月、若月、秋雲、風雲、朝雲）と内地を出発。2月13日、シンガポール（リンガ泊地）に進出。
3月上旬、第七戦隊は南西方面艦隊所属の第十六戦隊（司令官左近允尚正少将）の指揮下に入り、重巡青葉と共にインド洋における通商破壊活動を実施する。
3月25日、第七戦隊司令官は白石萬隆少将に交代。
本艦は3月から5月までインド洋で通商破壊戦に従事した後（前述）、機動部隊に所属しマリアナ沖海戦（1944年6月）に参加した。本海戦で前衛部隊が小沢機動部隊本隊の攻撃隊を誤射したが、則満宰次艦長は射撃命令を出さず筑摩は発砲しなかった。内地帰投後、7月9日に出撃し、リンガ泊地へ向かう。

### 沈没

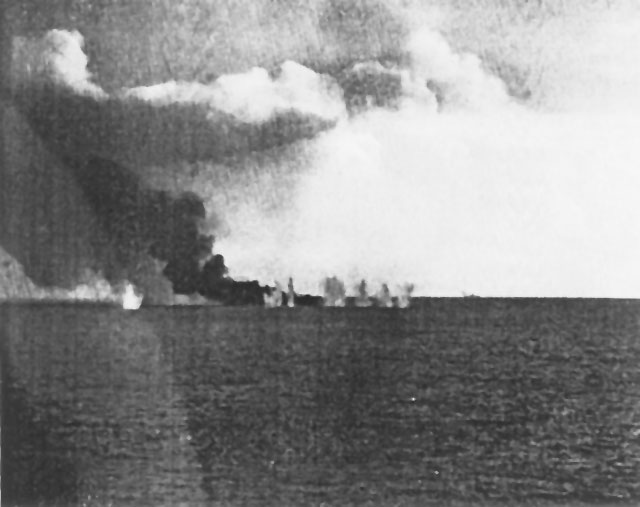
ガンビア・ベイの後ろに見える筑摩

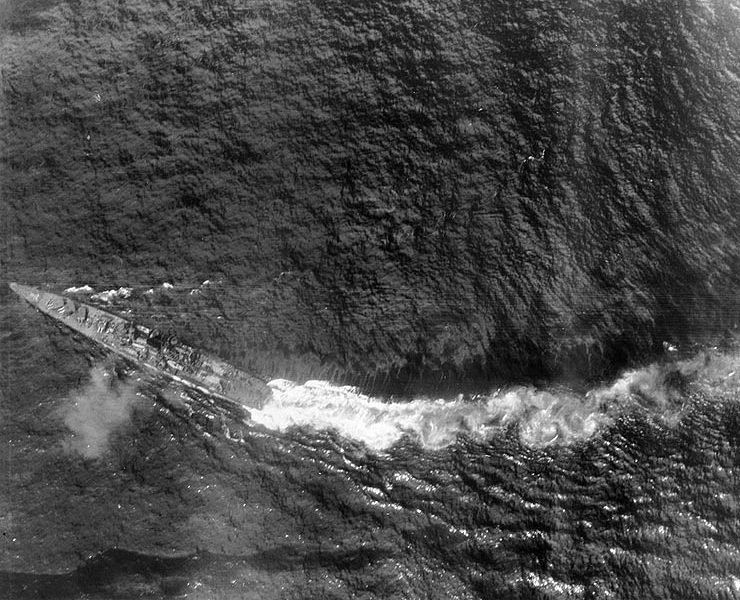
サマール島沖海戦で交戦中の筑摩

1944年（昭和19年）10月下旬、第七戦隊（熊野、鈴谷、利根、筑摩）は栗田艦隊（第一遊撃部隊）に所属してレイテ沖海戦に参加。黛治夫（利根艦長）によれば、則満（筑摩艦長）は作戦の失敗を予見して「だいたい沈められることになる」と語ったという。
筑摩は水上偵察機5機を搭載し、索敵任務に投入した。空襲直前には、搭載していた1号機と2号機を発進させている。
10月25日、サマール島沖海戦に於いて第七戦隊各艦は、戦艦金剛、重巡羽黒と共に米護衛空母ガンビア・ベイ を砲撃、撃沈した。海戦序盤、熊野が被雷して落伍すると、則満艦長が臨時に第七戦隊の指揮をとった。鈴谷が空襲を受け沈没した。
追撃戦中の8時53分頃、筑摩は護衛空母ナトマ・ベイから発進したTBF アヴェンジャーにより魚雷1本を艦尾に受け火災が発生。
舵の故障と速力低下で艦隊から落伍し、応急修理を実施した。10時20分頃から再びアメリカ軍機の空襲を受ける。
生存者の証言によれば、弾薬が尽きて演習弾で応戦するものの、午後4時頃に艦中央部に複数の命中弾を受ける。左舷に傾斜し、総員退艦が発令された。筑摩はその後、駆逐艦野分により雷撃処分された。
海面を漂っていた筑摩生存者は120名余が野分に救助されたが、野分もその晩にアメリカ艦隊に捕捉され撃沈された。野分に救助されなかった短期現役士官のみ、3日間の漂流ののちにアメリカ海軍に救助され、戦後日本に帰還した。筑摩・野分の生存者は、筑摩航空機搭乗員を除けば1名のみであった。筑摩搭載偵察機は2機が未帰還機となり、2機が不時着して失われ、1機が稼動状態にあった。舞鶴鎮守府は、単艦で帰投した利根を見て筑摩の沈没を覚ったという。
1945年（昭和20年）4月20日、筑摩は海軍から除籍された。筑摩の慰霊碑は鎌倉市に建立されたが、1979年（昭和54年）11月11日には母港の舞鶴に軍艦利根・筑摩慰霊碑が建立された。

## 兵装変遷
利根型重巡洋艦は開戦の時点で最新鋭巡洋艦であり戦没まで大規模な改装はなかった。しかしながら戦時中には戦訓によりレーダー（電探）の装備と対空機銃の増備を実施している。以下にその変遷を記述するが、いずれも推定であることに注意されたいところ。
- 1943年（昭和18年） 損傷修理の際に後部予備指揮所両側に25mm連装機銃各1基増備、21号電探を装備（前檣）
- 同年12月から翌年2月ころ 25mm連装機銃4基を同3連装機銃に交換。
- 1944年（昭和19年）6月以降、マリアナ沖海戦の戦訓により機銃の大幅な増備。25mm3連装機銃4基、同単装23挺を増備。また22号2基（前檣）、13号1基（後檣）を装備する。

レイテ沖海戦時（最終時）の筑摩の機銃とレーダー（電探）は、
- 25mm3連装機銃8基、同連装4基、同単装23挺。合計55挺
- 電探：21号1基、22号2基、13号1基

と推定される。

## 歴代艦長
※『艦長たちの軍艦史』125-126頁、『日本海軍史』第9巻・第10巻の「将官履歴」に基づく。

### 艤装員長
1. （兼）龍崎留吉 大佐：1938年5月18日[144] - 1938年11月1日[145]
2. （兼）友成佐市郎 大佐：1938年11月1日[145] - 1938年12月10日[146]
3. 西尾秀彦 大佐：1938年12月10日[146] - 1939年5月20日[147]

### 艦長
1. 西尾秀彦 大佐：1939年5月20日[147] - 1939年10月20日[148]
2. （兼）原鼎三 大佐：1939年10月20日[148] - 1939年11月15日[149]
3. 橋本信太郎 大佐：1939年11月15日[149] - 1940年11月1日[150]
4. 小暮軍治 大佐：1940年11月1日[150] - 1941年8月11日[151]
5. 古村啓蔵 大佐：1941年8月11日[151] - 1942年11月10日[152]
6. 荒木伝 大佐：1942年11月10日[152] - 1943年1月20日[153]
7. 重永主計 大佐：1943年1月20日[153] - 1944年1月7日[154]
8. 則満宰次 大佐：1944年1月7日[154] - 10月25日戦死（同日附で海軍少将）[155]

## 同型艦
- 利根 [Ⅳ]